# Eysturoy egyházközség
Eysturoy egyházközség (feröeriül: Eysturoyar prestagjalds kommuna, dánul: Østerø Præstegælds Kommune) egy megszűnt község (polgári egyházközség) Feröeren. Eysturoy szigetét foglalta magába.

## Történelem
A község 1872-ben jött létre.
1894-ben kivált belőle Eiði egyházközség, 1896-ban Sjóv egyházközség és Nes és Gøta egyházközség, valamint 1906-ban Funningur egyházközség. Végül 1918-ban szétvált Oyndarfjørður egyházközségre, Fuglafjørður egyházközségre és Leirvík egyházközségre, és ezzel megszűnt.

## Önkormányzat és közigazgatás

### Települések
| Település                 | Mióta a község része | Előző község | Meddig a község része | Következő község         | Megjegyzés |
| ------------------------- | -------------------- | ------------ | --------------------- | ------------------------ | ---------- |
| Eiði                      | 1872                 | –            | 1894                  | Eiði község              |            |
| Elduvík                   | 1872                 | –            | 1918                  | Oyndarfjørður község     |            |
| Fuglafjørður              | 1872                 | –            | 1918. augusztus 1.    | Fuglafjørður község      |            |
| Funningsfjørður           | 1872                 | –            | 1918                  | Oyndarfjørður község     |            |
| Funningur                 | 1872                 | –            | 1906                  | Funningur község         |            |
| Gjógv                     | 1872                 | –            | 1906                  | Funningur község         |            |
| Glyvrar                   | 1872                 | –            | 1896                  | Nes és Gøta egyházközség |            |
| Gøtugjógv                 | 1872                 | –            | 1896                  | Nes és Gøta egyházközség |            |
| Hellur                    | 1872                 | –            | 1918. augusztus 1.    | Fuglafjørður község      |            |
| Innan Glyvur              | 1872                 | –            | 1896                  | Sjóv község              |            |
| Kolbanargjógv             | 1872                 | –            | 1896                  | Sjóv község              |            |
| Lambareiði                | 1872                 | –            | 1896                  | Nes és Gøta egyházközség |            |
| Lambi                     | 1872                 | –            | 1896                  | Nes és Gøta egyházközség |            |
| Leirvík                   | 1872                 | –            | 1918                  | Leirvík község           |            |
| Ljósá                     | 1872                 | –            | 1894                  | Eiði község              |            |
| Morskranes                | 1872                 | –            | 1896                  | Sjóv község              |            |
| Nes (Eysturoy)            | 1872                 | –            | 1896                  | Nes és Gøta egyházközség |            |
| Norðragøta                | 1872                 | –            | 1896                  | Nes és Gøta egyházközség |            |
| Oyndarfjørður             | 1872                 | –            | 1918                  | Oyndarfjørður község     |            |
| Rituvík                   | 1872                 | –            | 1896                  | Nes és Gøta egyházközség |            |
| Runavík                   | 1872                 | –            | 1896                  | Nes és Gøta egyházközség |            |
| Saltangará                | 1872                 | –            | 1896                  | Nes és Gøta egyházközség |            |
| Saltnes                   | 1872                 | –            | 1896                  | Nes és Gøta egyházközség |            |
| Selatrað                  | 1872                 | –            | 1896                  | Sjóv község              |            |
| Skipanes                  | 1872                 | –            | 1896                  | Nes és Gøta egyházközség |            |
| Strendur                  | 1872                 | –            | 1896                  | Sjóv község              |            |
| Svínáir                   | 1872                 | –            | 1894                  | Eiði község              |            |
| Syðrugøta                 | 1872                 | –            | 1896                  | Nes és Gøta egyházközség |            |
| Søldarfjørður             | 1872                 | –            | 1896                  | Nes és Gøta egyházközség |            |
| Toftir                    | 1872                 | –            | 1896                  | Nes és Gøta egyházközség |            |
| Undir Gøtueiði (Gøtueiði) | 1872                 | –            | 1896                  | Nes és Gøta egyházközség |            |
| Æðuvík                    | 1872                 | –            | 1896                  | Nes és Gøta egyházközség |            |